# آندری سیلنوف
آندری الکساندروویچ سیلنوف (روسی: Андрей Александрович Сильнов؛ زادهٔ ۹ سپتامبر ۱۹۸۴) یک ورزشکار دو و میدانی رشتهٔ پرش ارتفاع اهل روسیه است که در ۲۰۰۸ میلادی قهرمان المپیک شد. سیلنوف در شاختی، استان روستوف به دنیا آمد.
وی در مسابقات کشوری و بین‌المللی در مجموع برندهٔ ۲ مدال طلا، ۱ مدال نقره شده‌است.
در سال ۲۰۱۴ میلادی سیلنوف به عضویت مجلس قانونگذاری استان روستوف انتخاب شد.

## دستاوردها
| سال            | مسابقه                         | محل برگزاری      | مقام           | توضیحات        |                |
| نمایندگی روسیه | نمایندگی روسیه                 | نمایندگی روسیه   | نمایندگی روسیه | نمایندگی روسیه | نمایندگی روسیه |
| -------------- | ------------------------------ | ---------------- | -------------- | -------------- | -------------- |
| ۲۰۰۵           | مسابقات قهرمانی اروپا          | ارفورت، آلمان    | نهم            | 2.23 m         |                |
| ۲۰۰۶           | مسابقات قهرمانی اروپا          | یوتبری، سوئد     | نخست           | 2.36 m CR, PB  |                |
| ۲۰۰۶           | دو و میدانی جهان               | اشتوتگارت، آلمان | نقره           | 2.33 m         |                |
| ۲۰۰۶           | جام جهانی                      | آتن، یونان       | دوم            | 2.24 m         |                |
| ۲۰۰۷           | مسابقات جهانی                  | اوساکا، ژاپن     | نخست           | 2.21 m         |                |
| ۲۰۰۸           | Aviva جایزه بزرگ لندن          | لندن، انگلستان   | نخست           | 2.38 m PB      |                |
| ۲۰۰۸           | بازی‌های المپیک                 | پکن، چین         | نخست           | 2.36 m         |                |
| ۲۰۰۸           | دو و میدانی جهان               | اشتوتگارت، آلمان | نخست           | 2.35 m CR      |                |
| ۲۰۱۲           | مسابقات قهرمانی داخل سالن جهان | استانبول         | دوم            | 2.33 m         |                |